# Metropolitan Opera
A Metropolitan Opera (népszerű rövid nevén Met) a világ egyik legjelentősebb operaháza, amelyet az 1880-ban alakult klasszikus zenei szervezet, a Metropolitan Opera Egyesület irányít. A mai operaház 1966-ra épült fel Wallace K. Harrison építész tervei alapján New Yorkban, a MET új épülete a Lincoln Squareen kialakított Lincoln Center részeként működik. Az operaházban évente mintegy 27 operabemutatót rendeznek, és szezononként körülbelül 220 előadást tartanak. A színház befogadóképessége 3800 fő, de további 195 állóhely is a nézők rendelkezésére áll.

## Története

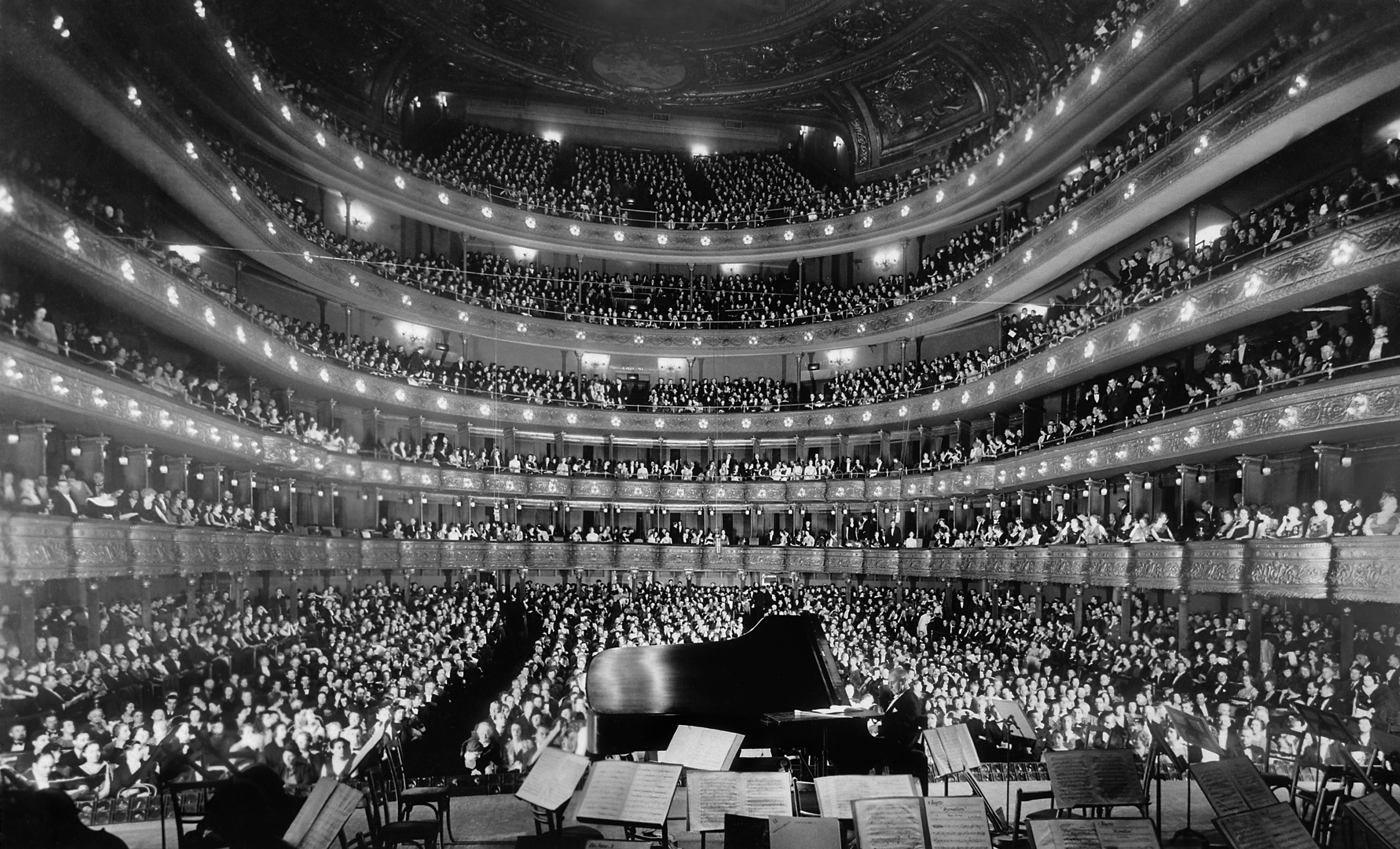
A régi operaház belső képe Josef Hofmann zongorista 1937-es hangversenyén

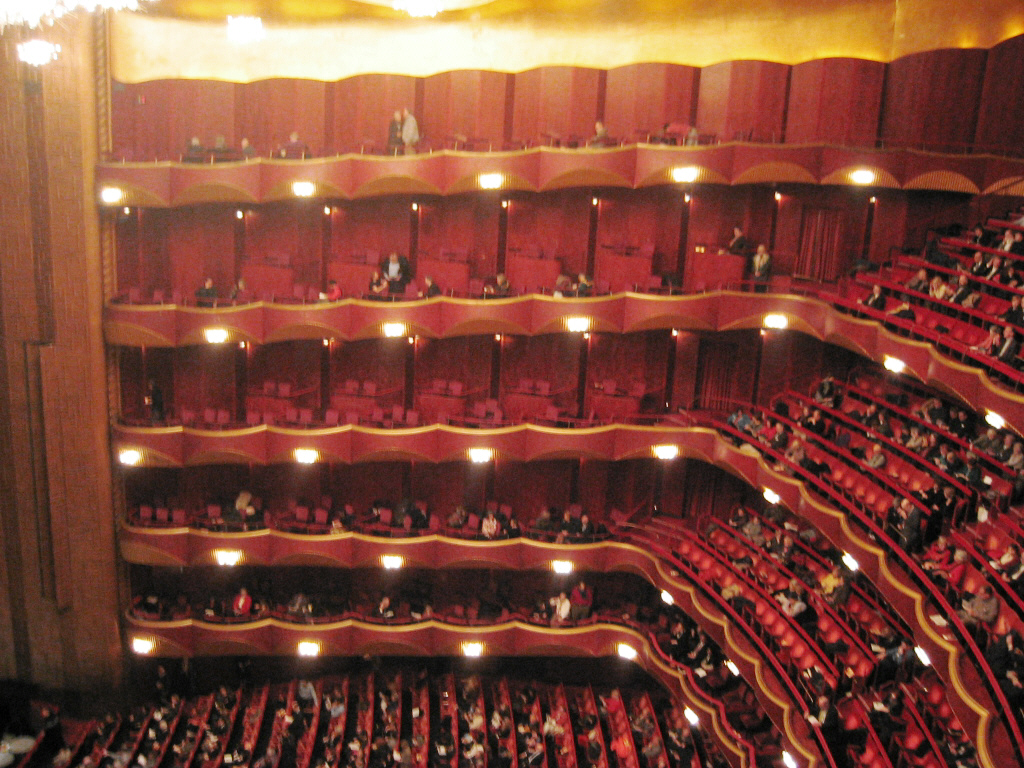
Az új operaház nézőtere

A Metropolitan Opera Egyesület (Metropolitan Opera Association) 1880. április 28-án alakult a már működő Zenei Akadémia (Academy of Music) alternatívájaként. Az akadémia New York legmagasabb társadalmi köreit képviselte, és nem engedte bekapcsolódni az újgazdag réteget, mint például a Morgan, a Roosevelt, az Astor és a Vanderbilt család. Ezek a családok alapították az új egyesületet, az első idényüket Henry Abbey menedzser szervezte 1883–84-ben. Az első előadás Charles Gounod Faustja volt 1883. október 22-én, a svéd szoprán Christina Nilsson főszereplésével. Az első szezon valamennyi operáját – a Faustot is, a többi német és francia darabot – olasz nyelven adták elő.
Az első évad után rögtön nehéz anyagi helyzetbe került az egyesület, ezért a következőkben jelentős előadások és nívós énekesek mellett jobbára középszerű énekeseket léptettek fel, de a repertoárjuk végre nemzetközi lett, bár főleg a német művek domináltak. Ez a nehéz helyzet a nagy tűzvész idején szűnt meg, amit követően elérkezett az opera első aranykora Maurice Grau irányítása alatt (1892–1903). Ebben az időben a legnevesebb – és legjobban fizetett – operaművészek léptek fel az operában, mint például Jean és Edouard de Reszke, Lilli Lehmann, Emma Calve, Lillian Nordica, Nellie Melba, Marcella Sembrich, Milka Trnina, Emma Eames, Sofia Scalchi, Ernestine Schumann-Heink, Francesco Tamagno, Francisco Vignas, Jean Lassalle, Mario Ancona, Victor Maurel, Antonio Scotti és Pol Plançon. 1898-tól 1986-ig a szezont követően a Metropolitan Opera minden évben egy hathetes túrára ment, s ennek következtében a pénzügyi gondok megszűntek.
Az első élő hangfelvételeket Lionel Mapleson, a Metropolitan hegedűse és könyvtárosa készítette. Mapleson 1900 és 1904 között egy Edison fonográffal rögzített előadásrészleteket. A fennmaradt „Mapleson hengerek” betekintést adnak a korabeli Met előadásaiba, és megőrizték egyes énekes sztárok, mint például Jean de Reszke énekhangját. Ezeket a hanganyagokat 2002-ben hanglemez sorozaton is kiadták.
Heinrich Conried vezetése alatt (1903–1908) érkezett az operához Enrico Caruso, a talán leghíresebb énekes a Metropolitan történetében. Conried után Giulio Gatti-Casazza több mint 25 éves irányítása következett (1908–1935), mely időszakban a Met tartós és felejthetetlen ezüstkorszakát élte. 1931-ben a neves ügyvéd, Paul Cravath lett a Metropolitan elnöke. Gatti-Casazza idején a világ vezető énekeseinek sora szerepelt a Metben, például Rosa Ponselle, Elisabeth Rethberg, Maria Jeritza, Frances Alda, Frida Leider, Jacques Urlus, Giovanni Martinelli, Beniamino Gigli, Giacomo Lauri-Volpi, Lauritz Melchior, Titta Ruffo, Giuseppe de Luca, Pasquale Amato, Lawrence Tibbett, Friedrich Schorr, Fjodor Saljapin, Jose Mardones, Tancredi Pasero és Ezio Pinza, és ebben az időszakban volt az opera állandó karmestere Arturo Toscanini és Gustav Mahler.
1935 és 1950 között a korábbi kanadai tenor, Edward Johnson lett az igazgató, aki sikeresen vezette át a társaságot a nagy gazdasági világválság, majd a második világháború nehéz időszakán. Az ő vezetői időszaka alatt szerepelt először a Metben Zinka Milanov, Jussi Björling, Alexander Kipnis, Richard Tucker és Robert Merrill, és Kirsten Flagstad ekkor vált meghatározó Wagner-szopránná. A korszak nagy karmesterei Sir Thomas Beecham, Széll György és Bruno Walter voltak.
Az osztrák születésű Rudolf Bing volt az egyik legbefolyásosabb és leghosszabb ideig (1950–1972) hivatalban lévő vezetője a Metropolitannek. Bing modernizálta a cég adminisztrációját, a jegyértékesítési rendszert, és leállította a heti egyszeri előadásokat Philadelphiában. Az ő idején költözött az operaház a Lincoln Centerbe, a mai helyére. Remek előadások sorát állították színpadra, sok kiváló énekes szerepelt az operaházban, de a kritikusok egy része fanyalgott az igazán nagy sztárok hiánya miatt, pedig az 1950–60-as években olyan kiváló karmesterek irányították az előadásokat, mint Fritz Stiedry, Dimitri Mitropulosz, Erich Leinsdorf, Reiner Frigyes és Karl Böhm. Bing idején lépett fel a Metben az első afroamerikai énekes, Marian Anderson, 1950-ben. Őt további afroamerikai művészek követték, Leontyne Price (ő avatta az új operaházat), Grace Bumbry, Shirley Verrett, George Shirley és sokan mások. Bing idején rövidesen a világ vezető operaénekesei is megérkeztek a Metropolitanbe: Maria Callas, Renata Tebaldi, Joan Sutherland, Birgit Nilsson, Elisabeth Schwarzkopf, Franco Corelli, Carlo Bergonzi, Nicolai Gedda és Jon Vickers.
Rudolf Bing nyugdíjba vonulása (1972) után bonyodalmas vezetőváltás következett. Az első kiszemelt utód, a svéd Göran Gentele még az első szezonja előtt meghalt autóbalesetben, őt sorban Schuyler Chapin, Anthony Bliss, Bruce Crawford, Hugh Southern és Joseph Volpe követte. Mindannyian a Met zenei vezetőjével, James Levine-nal szoros együttműködésben irányították az intézményt a 20. század utolsó évtizedeiben. Joseph Volpe – aki ácsmesterként kezdte a pályafutását a Metben – volt az opera második leghosszabb ideig hivatalban lévő vezetője (1990–2006). Volpe kiterjesztette a Met nemzetközi tevékenységét és beindította a Carnegie Hall sorozatot. Kiterjesztette az opera repertoárját, évente négy világpremiert és 22 Met-premiert tervezett. Kinevezte Valerij Gergijevet a társulat állandó vendégkarmesterévé, és kibővítette a ház orosz repertoárját. Marcelo Álvarez, Cecilia Bartoli, José Cura, Diana Damrau, Natalie Dessay, Renée Fleming, Juan Diego Flórez, Marcello Giordani, Angela Gheorghiu, Susan Graham, Ben Heppner, Dmitrij Hvorosztovskij, Salvatore Licitra, Anna Netrebko, René Pape, Bryn Terfel és Deborah Voigt ebben az időben debütáltak a Metropolitanben.
A Metropolitan főigazgatója Peter Gelb 2006-ban körvonalazta terveit, miszerint több új produkciót tervezett minden évben, de az előadások színpadra állításának költségein takarékoskodni akart, és új operaközönséget szándékozott toborozni anélkül, hogy a régieket elriasztaná az új ötletekkel. Első bemutatója a Pillangókisasszony volt, amit az angol Anthony Minghella rendezett meglehetős teátrális stílusban, amelyben a szereplők színészi játéka került a központba. Cso-cso-szán fiát egy bunraku stílusú bábu képében jelenítette meg, amit három feketébe öltözött bábszínész mozgatott.
A korábban tradicionális operajátszást művelő Met műsorában – az új európai operajátszási stílushoz igazodva – valamivel több modern rendezésű opera került a színpadra, de az egyensúlyt máig változatlanul szem előtt tartják. Az 1990-es évek végétől azért egyre több lett a szimbolikus díszletek használatával, köznapi ruhákban játszó énekesekkel színpadra állított opera (A bolygó hollandi, Sámson és Delila, Trisztán és Izolda, Mefistofele, Salome). Ez a modernizációs tendencia folytatódott a 2007-es Gianni Schicchivel, ahol öblítős WC-t használnak a színpadon, vagy a Lammermoori Luciával, amit viktoriánus korszakba helyeztek, a Macbethet huszadik századi ruhákban, Az ezred lányát (2008) pedig első világháborús egyenruhákban játszottak el.

## Operaházak

### Metropolitan Operaház, Broadway

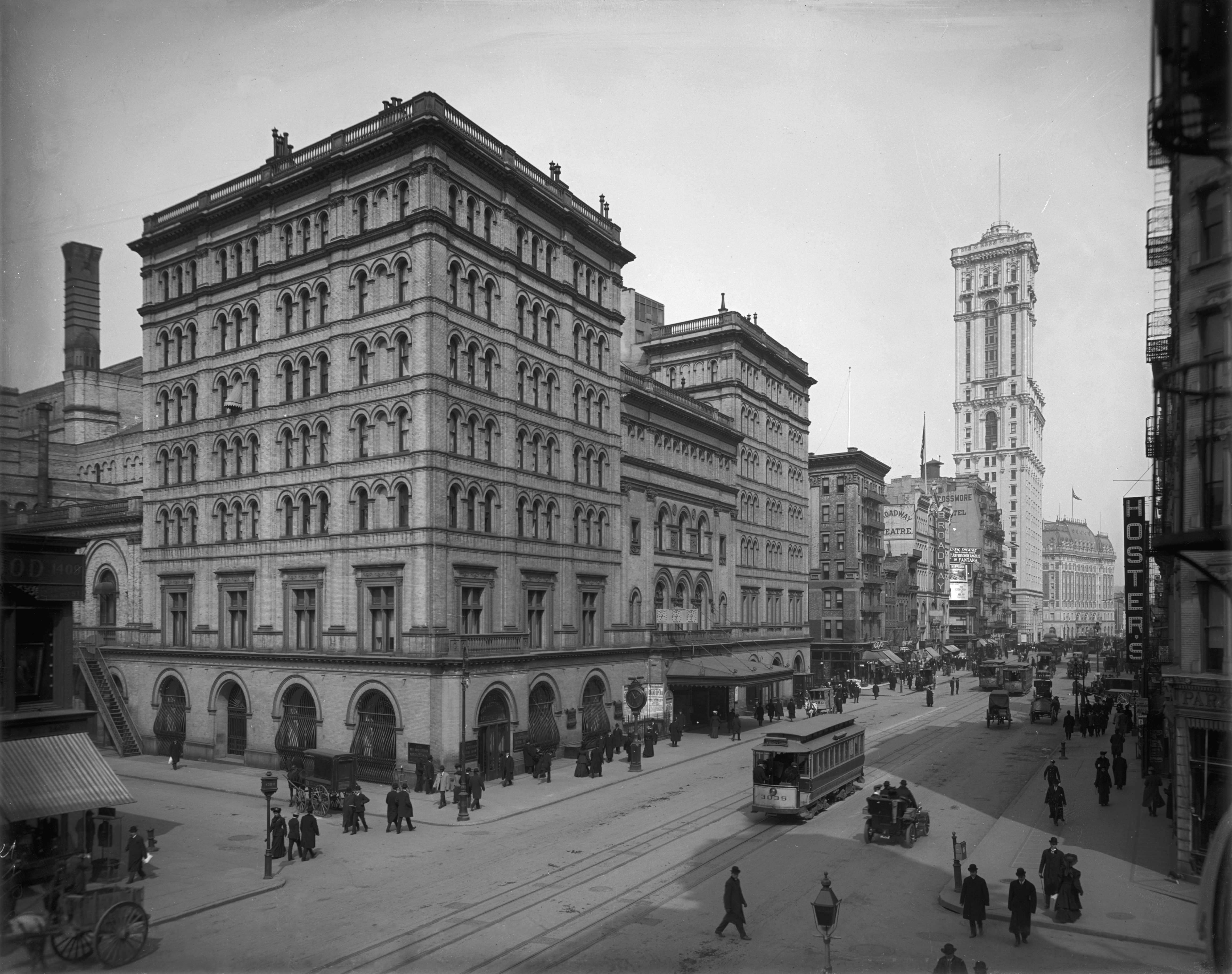
A Metropolitan Opera 1905-ben

A J. Cleaveland Cady tervei alapján felépült első operaházat 1883. október 22-én nyitották meg a Broadway 1411. alatt, a 39. és a 40. utca között. A nyitó előadáson Gounod Faustját adták elő. A színház 1892. augusztus 27-én teljesen leégett, de gyorsan újjáépítették, csak az 1892–93-as szezon esett ki. A belső felújításra 1903-ban került sor Carrère és Hastings építészek tervei alapján, akik a vörös és az arany használatával bensőséges hangulatot teremtettek. Az ívelt előtérben hat zeneszerző, Gluck, Mozart, Beethoven, Wagner, Gounod és Verdi nevét tüntették fel, a fő színpadi függönyt arany színű damasztból készítették.
1940-ben az operaház tulajdonjoga módosult, az addigi gazdag családok részesedése lecsökkent. Ekkor a magánkézben levő erkélyek második sorát (a „nagy sort”) normál sorülésekké alakították, amivel megnövelték a befogadóképességet. A színházban ezután 3625 ülőhely és 224 állóhely állt a nézők rendelkezésére.
Az operaházat a közönség gyakran „Sárgatéglás sörfőzde” csúfnéven nevezte, a ház iparinak tűnő külső kialakítása miatt. Kiváló volt az operaház akusztikája, a színpadtechnika azonban nem volt megfelelő, s ez komoly gondokat jelentett a művek színpadra állítása, díszletezése során. Több helyszín is felmerült egy új színház felépítésére, de az építkezés csak a Lincoln Center építése kapcsán vált lehetővé. A „régi Met”-et 1966. április 16-án egy látványos gála keretében búcsúztatták, ahol a kor nagy szoprán sztárja, Zinka Milanov vezetésével számos neves vendég lépett fel, köztük a Metben 1909-ben debütáló Anna Case szopránénekes is. Az operaházat 1967-ben lebontották, s helyén modern irodaházat építettek a Metropolitan Opera Egyesület számára.

### Metropolitan Operaház, Lincoln Center

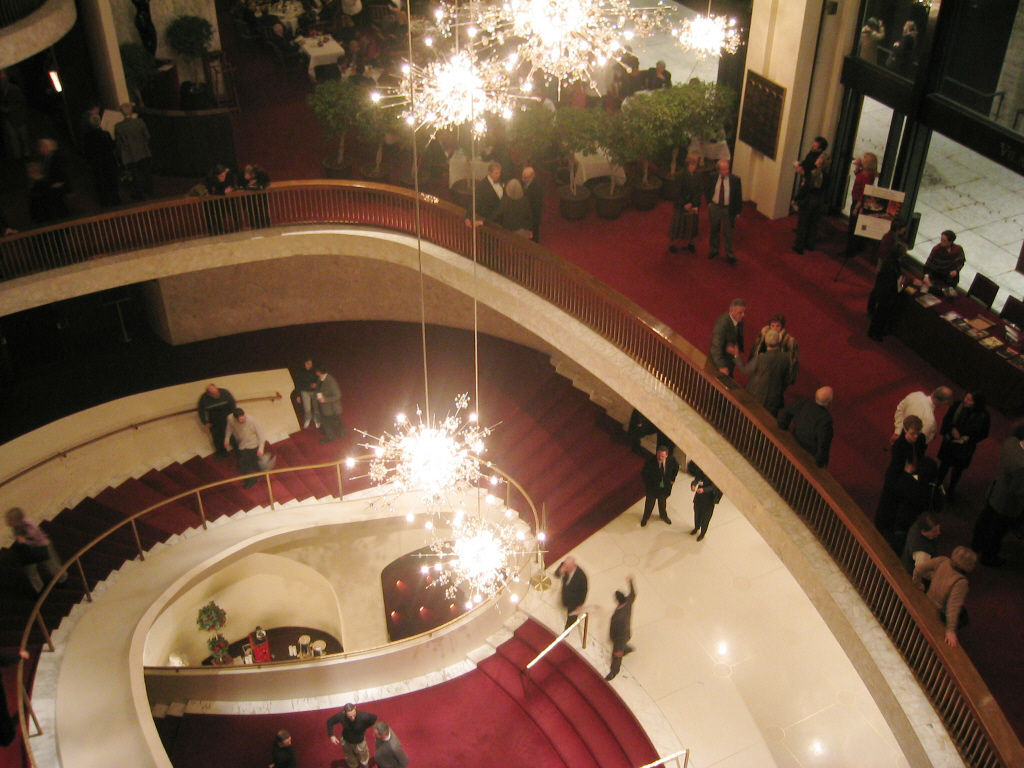
Az új Met belső terének részlete

A jelenlegi Metropolitan Operaház New York Upper West Side-ján, a Lincoln Square-hez tartozó Lincoln Centerben működik, a Lincoln Centerben helyet kapó tizenkét állandó művészeti szervezetnek egyikeként. A színház Wallace K. Harrison tervei alapján épült, befogadóképessége körülbelül 3.800 fő, de további 195 állóhely is van a földszint hátsó részein és a felső erkélyen. Szükség esetén a zenekari árok is csökkenthető, így egy újabb 35 fős széksorral bővülhet a nézőtér.
Az épületet homlokzatát fehér travertin mészkővel borították, és a bejáratot magába foglaló keleti homlokzatot a jellegzetes öt ív díszíti. A kintről is látható előtérben lévő két falfestmény Marc Chagall munkája. A színpadi fő függöny a világ legnagyobbja, egyedileg szövött arany damasztból készült.
Jóllehet a színházat a birtokbavétel után még hivatalosan nem avatták fel, az első operabemutatót mégis megtartották: 1966. április 11-én Giacomo PucciniA Nyugat lánya című operáját mutatták be Beverly Bower (Minnie), Gaetano Bardini (Dick Johnson) és Cesare Bardelli (Jack Rance) főszereplésével. Az előadás 3000 középiskolás előtt zajlott le, és ekkor állították be a terem hangzását, a zenekart, még egy pisztolyt is elsütöttek.
A hivatalos megnyitó 1966. szeptember 16-án volt Samuel Barber Antonius és Kleopátrájának világpremierjével. A nagy és gondosan gépesített színpad és az előkészítő tér könnyedén lehetővé teszi bármely darab bemutatását, vagy akár minden nap másik opera színpadra állítását. Hét, 19 méter széles, kétszintes komplett színpadi lift, három mozgószínpad, egyikben 19 méter átmérőjű forgószínpad és sok más korszerű technikai eszköz segíti az előadásokat.
A Met tavaszi szünete idején az operaház ad helyet az Amerikai Balettszínház előadásainak. Ilyenkor látogatnak ide például a Kirov, a Bolsoj és a La Scala balett-társulatai is, és ilyenkor került sorra például Vladimir Horowitz, Kathleen Battle és mások koncertjei is.
A Metropolitan operaszezonjai minden év szeptember végétől a következő év május elejéig tartanak. Az előadásokat hétfőtől szombatig esténként rendezik, de szombatonként matiné előadás is van. Évente mintegy 27 bemutatójuk van, de ezek között lehet felújítás, más operaházakkal megosztott darab, vagy vendégtársulatok előadásai is, így szezononként körülbelül 220 előadást tartanak.
A Met hatalmas előadói szervezet, nagy szimfonikus zenekarral, felnőtt és gyermekkórussal, balettkarral, kisegítő szervezettel – és az énekes társulattal. A Metropolitanben a világ leghíresebb énekeseinek sora lép fel, de többnek a világhírt éppen a Met hozta meg (Luciano Pavarotti, Renée Fleming, Plácido Domingo).
A Metropolitan Operaház nagy gondot fordít a technikai innovációk bevezetésére. Például a rádió már 1931-től élőben közvetített heti gyakorisággal előadásokat, 1977 óta pedig rendszeresek a televíziós közvetítések is. 2006-tól élő műholdas adások révén heti négy alkalommal élőben és nagy felbontásban nézhet a közönség produkciókat mozikban világszerte.

### Metropolitan Operaház, Philadelphia

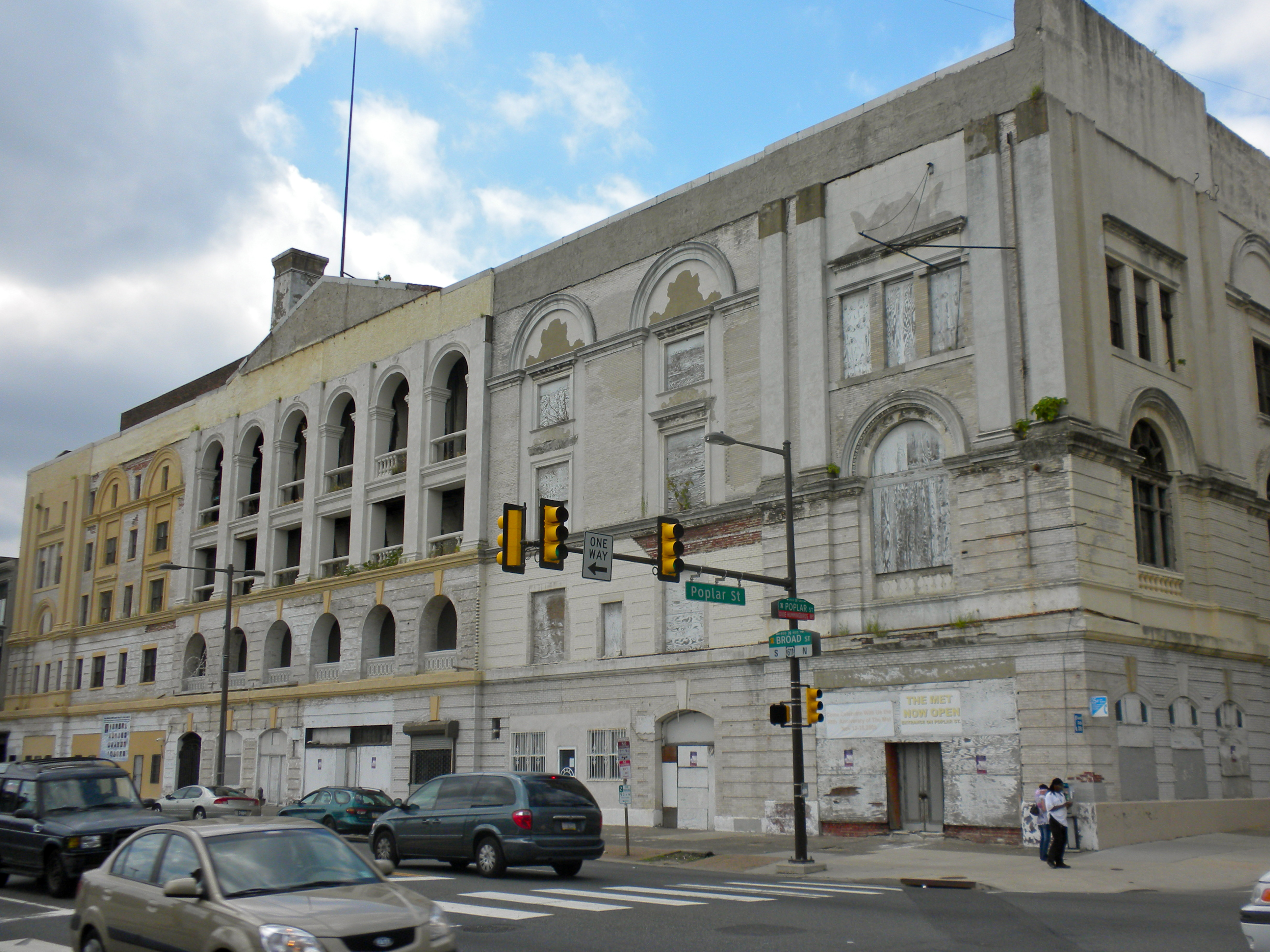
A philadelphiai Met

A Met 1910-ben megvásárolta a philadelphiai operaházat, amelyet eredetileg Oscar Hammerstein építtetett 1908-ban, a North Broad és a Poplar Streets sarkán. A Philadelphia Met a neves színházi építész, William H. McElfatrick tervei szerint épült, befogadóképessége körülbelül 4000 fő volt, s építése idején a legnagyobb operaház volt a világon. A philadelphiai Metropolitan Operaház első előadása a Tannhäuser volt 1910. december 13-án, Leo Slezak és Olive Fremstad főszereplésével.
Ebben a színházban minden hét keddjén tartottak Metropolitan-előadásokat. 1911 és 1914 között a színház a Philadelphia-Chicago Grand Opera Company otthona is volt. Ezután a Philadelphiai Opera Társaság is használta a házat (egészen 1924-ig). A Metropolitan 1920-ig tartott itt operaelőadásokat, ekkor takarékossági okokból eladták. A Metropolitan Opera 1920. április 20-án tartotta búcsúelőadását Philadelphiában, Csajkovszkij Anyaginje volt a műsoron, a címszerepet Giuseppe de Luca, Tatjanát Claudia Muzio énekelte. A színházat a Met távozása után különböző társulatok használták 1934-ig. A színház ma is áll és működik, egyházi és közösségi központ (mozi, sporthelyszínek, bálterem) van benne.

## Vezető karmesterek
Jóllehet egészen Rafael Kubelikig egyik karmester sem volt kinevezett zenei igazgató, mégis számos dirigens töltött be a Met alkalmazásában meghatározó szerepet az operaház történetében, akiknek révén művészi szempontból jelentős előadások születtek, ugyanakkor a zenekar is kiemelkedő teljesítményt nyújtott. Az alábbi táblázat a Metropolitan Opera irányító karmestereit ismerteti (frissítve: 2025. július 24.).
| Név                  | Kategória                                                             | Fellépések száma | A bemutatkozás dátuma | Az utolsó fellépés dátuma |
| -------------------- | --------------------------------------------------------------------- | ---------------- | --------------------- | ------------------------- |
| Seidl Antal          | karmester                                                             | 473              | 1885.11.23.           | 1897.04.20.               |
| Walter Damrosch      | karmester (1902-ig)                                                   | 324              | 1885.02.11.           | 1937.05.12.               |
| Alfred Hertz         | a német repertoár vezető karmestere                                   | 768              | 1902.11.28.           | 1915.06.04.               |
| Gustav Mahler        | karmester                                                             | 54               | 1908.01.01.           | 1910.03.21.               |
| Arturo Toscanini     | karmester                                                             | 480              | 1908.11.16.           | 1915.04.14.               |
| Artur Bodanzky       | a német repertoár vezető karmestere                                   | 1088             | 1915.11.18.           | 1939.05.23.               |
| Tullio Serafin       | karmester                                                             | 683              | 1924.11.03.           | 1934.04.12.               |
| Erich Leinsdorf      | a német repertoár vezető karmestere (1938–1942) karmester (1957–1962) | 483              | 1938.01.21.           | 1983.03.05.               |
| Széll György         | karmester (1946-ig)                                                   | 90               | 1942.12.09.           | 1954.04.10.               |
| Fritz Busch          | karmester, rendező                                                    | 156              | 1945.11.26.           | 1949.05.12.               |
| Reiner Frigyes       | karmester                                                             | 157              | 1949.02.04.           | 1953.05.26.               |
| Dimitri Mitropulosz  | karmester                                                             | 209              | 1954.12.15.           | 1960.04.30.               |
| Rafael Kubelik       | zenei igazgató                                                        | 16               | 1973.10.22.           | 1974.04.06.               |
| Valerij Gergijev     | vezető vendégkarmester (1997–2008)                                    | 165              | 1994.03.21.           | 2020.10.03.*              |
| Fabio Luisi          | vezető vendégkarmester (2010-től)                                     | 229              | 2005.03.03.           | 2016.11.12.*              |
| James Levine         | vezető karmester (1973–2016), zenei igazgató (1986–2004)              | 2677             | 1971.06.05.           | 2017.05.07.*              |
| Yannick Nézet-Séguin | vezető karmester (2017–2020), zenei igazgató (2020-tól)               | 50               | 2009.12.31.           | 2025.05.25.*              |

* Aktív művészek
A Metropolitan Operában – a fentieken kívül – természetesen sok más jeles karmester is megfordult vendégként. A legnevesebbek közül néhány: Maurizio Benini, Karl Böhm, Alberto Erede, Francesco Molinari-Pradelli, Pierre Monteux, Giuseppe Patanè, Georges Prêtre, Arturo Toscanini, Bruno Walter és a világhírű tenor, Plácido Domingo is sok előadást vezényelt. A magyar karmesterek közül – a fentieken kívül – szerepelt a Met előadásain még Fischer Ádám (30 előadáson vezényelt), Ormándy Jenő (15) és Solti György (37) is.

## Nagy énekesek
A Metben fellépni rang, ezért a világsztárok sora fordul meg az operaházban. Közülük ad rövid kivonatos áttekintést az alábbi táblázat (frissítve: 2023. június 15.):
| Énekes                  | Hangnem               | Fellépések száma | A bemutatkozás dátuma | Az utolsó fellépés dátuma |
| ----------------------- | --------------------- | ---------------- | --------------------- | ------------------------- |
| Roberto Alagna          | tenor                 | 121              | 1996. április 10.     | 2024. április 19.*        |
| Cecilia Bartoli         | mezzoszoprán          | 33               | 1994. május 1.        | 2002. április 1.*         |
| Hildegard Behrens       | szoprán               | 171              | 1976. október 1.      | 1999. április 24.         |
| Carlo Bergonzi          | tenor                 | 324              | 1956. november 13.    | 1996. április 24.         |
| Jussi Björling          | tenor                 | 123              | 1938. november 24.    | 1959. november 22.        |
| Lucrezia Bori           | szoprán               | 674              | 1910. június 9.       | 1975. február 7.          |
| Grace Bumbry            | szoprán               | 216              | 1965. október 7.      | 1996. április 27.         |
| Enrico Caruso           | tenor                 | 863              | 1903. november 23.    | 1920. november 24.        |
| Franco Corelli          | tenor                 | 369              | 1961. január 27.      | 1975. június 28.          |
| Fernando Corena         | basszus               | 723              | 1954. február 6.      | 1978. december 30.        |
| José Cura               | tenor                 | 32               | 1999. szeptember 27.  | 2013. március 30.*        |
| Victoria de los Angeles | szoprán               | 139              | 1951. március 17.     | 1961. május 29.           |
| Mario Del Monaco        | tenor                 | 143              | 1950. november 27.    | 1959. január 3.           |
| Giuseppe Di Stefano     | tenor                 | 112              | 1948. február 25.     | 1965. január 27.          |
| Plácido Domingo         | tenor, karmester      | 847              | 1966. augusztus 9.    | 2019. április 27.*        |
| Kirsten Flagstad        | szoprán               | 260              | 1935. február 2.      | 1952. április 1.          |
| Renée Fleming           | szoprán               | 252              | 1988. április 10.     | 2022. december 15.*       |
| Juan Diego Flórez       | tenor                 | 107              | 2002. január 10.      | 2018. december 29.*       |
| Mirella Freni           | szoprán               | 139              | 1965. szeptember 29.  | 2005. május 15.           |
| Amelita Galli-Curci     | szoprán               | 105              | 1920. november 14.    | 1930. január 24.          |
| Nicolai Gedda           | tenor                 | 367              | 1957. november 1.     | 1983. november 11.        |
| Angela Gheorghiu        | szoprán               | 97               | 1993. december 4.     | 2015. november 2.*        |
| Beniamino Gigli         | tenor                 | 510              | 1920. november 26.    | 1939. február 8.          |
| Hilde Güden             | szoprán               | 138              | 1951. november 15.    | 1960. március 17.         |
| Thomas Hampson          | bariton               | 229              | 1981. április 5.      | 2015. február 5.          |
| Ben Heppner             | tenor                 | 137              | 1988. április 10.     | 2009. március 15.         |
| Marilyn Horne           | mezzoszoprán          | 252              | 1970. március 3.      | 1996. február 10.         |
| Jonas Kaufmann          | tenor                 | 57               | 1985. november 27.    | 2020. július 18.*         |
| James King              | tenor                 | 113              | 1966. január 8.       | 1996. április 27.         |
| Alexander Kipnis        | basszus               | 108              | 1940. január 5.       | 1946. május 6.            |
| Giacomo Lauri-Volpi     | tenor                 | 307              | 1923. január 6.       | 1933. március 14.         |
| George London           | bariton               | 264              | 1951. november 13.    | 1966. március 10.         |
| Pilar Lorengar          | szoprán               | 150              | 1966. február 11.     | 1982. március 4.          |
| Christa Ludwig          | mezzoszoprán          | 119              | 1959. december 10.    | 1993. április 3.          |
| Robert Merill           | bariton               | 789              | 1945. december 15.    | 1983. október 22.         |
| Zinka Milanov           | szoprán               | 449              | 1937. december 17.    | 1966. április 16.         |
| Sherill Milnes          | bariton               | 653              | 1965. december 22.    | 1997. március 22.         |
| Anna Moffo              | szoprán               | 201              | 1959. november 14.    | 1983. október 22.         |
| Anna Nyetrebko          | szoprán               | 167              | 2002. február 14.     | 2021. február 6.*         |
| Birgit Nilsson          | szoprán               | 222              | 1959. december 18.    | 1983. október 22.         |
| Luciano Pavarotti       | tenor                 | 378              | 1968. november 23.    | 2004. március 13.         |
| Jan Peerce              | tenor                 | 337              | 1941. november 29.    | 1968. június 22.          |
| Ezio Pinza              | basszus               | 879              | 1926. november 1.     | 1948. május 14.           |
| Samuel Ramey            | basszus               | 320              | 1972. április 9.      | 2013. január 10.*         |
| Regina Resnik           | szoprán, mezzoszoprán | 327              | 1944. december 6.     | 1983. október 22.         |
| Fjodor Saljapin         | basszus               | 109              | 1907. november 20.    | 1929. március 20.         |
| Renata Scotto           | szoprán               | 314              | 1965. október 13.     | 1987. január 17.          |
| Cesare Siepi            | basszus               | 491              | 1950. november 6.     | 1973. április 19.         |
| Leo Slezak              | tenor                 | 112              | 1909. november 17.    | 1913. január 31.          |
| Set Svanholm            | tenor                 | 132              | 1946. november 15.    | 1956. április 6.          |
| Martti Talvela          | basszus               | 116              | 1968. október 7.      | 1988. március 12.         |
| Kiri Te Kanawa          | szoprán               | 128              | 1974. február 9.      | 2010. február 22.         |
| Renata Tebaldi          | szoprán               | 269              | 1955. január 31.      | 1973. január 8.           |
| Tatiana Troyanos        | mezzoszoprán          | 274              | 1976. március 8.      | 1993. május 1.            |
| Richard Tucker          | tenor                 | 738              | 1945. január 25.      | 1974. december 3.         |
| Astrid Varnay           | szoprán               | 200              | 1941. december 6.     | 1979. december 22.        |
| Leonard Warren          | bariton               | 657              | 1938. november 27.    | 1960. március 4.          |

* Aktív művészek

## Magyarok a Metropolitanben
A Metropolitan Operaházban számos magyar énekművész és karmester is sikerrel szerepelt (frissítve: 2023. június 15.):
| Énekes           | Kategória             | Fellépések száma | A bemutatkozás dátuma | Az utolsó fellépés dátuma |
| ---------------- | --------------------- | ---------------- | --------------------- | ------------------------- |
| Alváry Lőrinc    | basszus               | 979              | 1942. november 26.    | 1978. április 14.         |
| Carelli Gábor    | tenor                 | 1079             | 1951. november 17.    | 1971. január 22.          |
| Dalossy Ellen    | szoprán               | 289              | 1920. december 10.    | 1935. március 2.          |
| Ernster Dezső    | basszus               | 175              | 1946. november 20.    | 1963. december 17.        |
| Fischer Ádám     | karmester             | 56               | 1994. április 14.     | 2016. május 6.*           |
| Gábor Arnold     | bariton               | 803              | 1923. november 29.    | 1941. március 17.         |
| Gregor József    | basszus               | 18               | 1994. október 19.     | 1995. február 3.          |
| Kónya Sándor     | tenor                 | 287              | 1961. október 28.     | 1974. december 12.        |
| Koréh Endre      | basszus               | 5                | 1953. január 22.      | 1953. március 12.         |
| Kovács Eszter    | szoprán               | 5                | 1983. március 25.     | 1984. június 15.          |
| Marton Éva       | szoprán               | 96               | 1976. november 3.     | 1999. november 19.        |
| Miklósa Erika    | szoprán               | 32               | 2004. október 21.     | 2011. január 6.*          |
| Carlotta Ordassy | szoprán, mezzoszoprán | 761              | 1957. január 22.      | 1977. június 11.          |
| Ormándy Jenő     | karmester             | 15               | 1950. december 20.    | 1953. február 1.          |
| Reiner Frigyes   | karmester             | 157              | 1949. február 4.      | 1953.május 26.            |
| Rost Andrea      | szoprán               | 38               | 1996. december 7.     | 2006. április 27.*        |
| Sass Sylvia      | szoprán               | 3                | 1977. március 17.     | 1977. március 25.         |
| Seidl Antal      | karmester             | 473              | 1885. november 23.    | 1897. április 20.         |
| Solti György     | karmester             | 37               | 1960. december 17.    | 1964. március 28.         |
| Svéd Sándor      | bariton               | 87               | 1940. december 2.     | 1963. november 20.        |
| Székely Mihály   | basszus               | 34               | 1947. január 17.      | 1950. január 28.          |
| Széll György     | karmester             | 90               | 1942. december 9.     | 1954. január 14.          |

* Aktív művészek
A magyar operák közül Bartók Béla A kékszakállú herceg vára című operáját 1974 és 2000 között 24-szer vitték színre a Metropolitanben, Goldmark Károly Sába királynője című operáját pedig 1885 és 1906 között 46-szor játszották. Az operákon kívül a Met koncertjein magyar zeneszerzők számos egyéb darabja is elhangzott, Dohnányi Ernő például 1924-ben a saját műveiből és Liszt szerzeményeiből adott zongorahangversenyt.

## Fordítás
- Ez a szócikk részben vagy egészben  a   Metropolitan Opera című angol Wikipédia-szócikk ezen változatának fordításán alapul.  Az eredeti cikk szerkesztőit annak laptörténete sorolja fel. Ez a jelzés csupán a megfogalmazás eredetét és a szerzői jogokat jelzi, nem szolgál a cikkben szereplő információk forrásmegjelöléseként.